# Sh2-122
Sh2-122 est une nébuleuse en émission visible dans la constellation de Pégase.
Elle est située à moins d'un degré à l'est de l'étoile brillante Markab (α Pegasi), facile à repérer car elle forme le sommet sud-ouest du célèbre astérisme du Carré de Pégase. Cependant, la nébuleuse ne peut pas être observée directement à l'aide d'instruments amateurs, étant particulièrement faible. Pour pouvoir l'identifier, une longue exposition photographique est nécessaire, dans laquelle elle apparaît comme un nuage ténu à l'aspect filamenteux et irrégulier. La période la plus propice à son observation dans le ciel du soir se situe entre les mois de septembre et février.
La nature de Sh2-122 est quelque peu controversée : aucune étoile n'est connue pour être responsable de son illumination ou de son ionisation, et sa distance est incertaine. Ce nuage est probablement situé près d'un filament sombre étendu connu sous le nom de MBM 55. Ce nuage est, avec d'autres filaments nébuleux visibles dans les environs, tels que MBM 53 et MBM 54, l'un des plus proches connus. Les estimations de sa distance la placent entre 100 et 175 pc (326 à 570 années-lumière). L'étoile Markab, bien que vue à proximité, est en fait une étoile de premier plan, à seulement 43 parsecs de distance. Le spectre de Markab est en effet dépourvu de toute absorption due à l'interférence des masses gazeuses à proximité. Parmi les étoiles probablement physiquement associées au nuage, ou situées dans son voisinage immédiat, on trouve HD 218155, une étoile blanche de la séquence principale de magnitude 6 visible juste au sud-est de Markab à 124 parsecs de distance, et HD 218499, une autre étoile blanche placée à 138 parsecs, de magnitude 7. Chacune de ces étoiles associées peut être responsable de l'illumination de Sh2-122.
Ces nuages filamenteux et sombres ont été étudiés dans la bande CO, révélant qu'ils constituent un système physiquement réel. Ces nuages forment une sorte d'enveloppe partiellement ouverte et en expansion, dont on ignore cependant les origines. Les nuages MBM 54 et 55 se trouvent à une distance moyenne d'environ 100 pc (∼326 al), tandis que MBM 53 se trouve à une distance légèrement supérieure. Une dizaine de degrés plus au nord, à une latitude galactique également élevée, se trouve le complexe de Lacerta OB1, qui cependant, étant situé à environ 370 pc (∼1 210 al), est considérablement plus éloigné que ces nuages locaux.